# Vigor Sörman
Vigor Björn Sörman, född 21 juli 1980 i Kungsholms församling, Stockholm, är en svensk TV-programledare. Han har varit resereporter i programmet När & fjärran på TV4. Han är grundare av Splay som är Sveriges första YouTube-nätverk..
Sörman har gått på Waldorfskolan Kristofferskolan i Bromma och har TV-producentutbildning från Dramatiska Institutet[när?]. Han var producent för TV-programmet Raj Raj. Han är producent och programutvecklare på Meter Film & Television.